# Brenden Morrow
Brenden Blair Morrow (* 16. ledna 1979, Carlyle) je bývalý kanadský lední hokejista, křídelní útočník. S kanadskou reprezentací vyhrál olympijský turnaj na hrách ve Vancouveru roku 2010, Světový pohár 2004 a mistrovství světa roku 2004. Má též stříbro z mistrovství světa 2005 a z mistrovství světa juniorů konaného v roce 1999. Zúčastnil se i MS 2001 (5. místo) a 2002 (6. místo). V letech 1999–2015 hrál NHL (s krátkým odskokem do Central Hockey League), a to za kluby Dallas Stars, Pittsburgh Penguins, St. Louis Blues a Tampa Bay Lightning. V letech 2006–2013 byl kapitánem Dallasu. Jeho bilance v základní části NHL je 991 zápasů, 575 kanadských bodů, 265 branek, v play-off (Stanleyově poháru) pak 118 utkání, 46 bodů, 19 gólů. Kariéru ukončil v březnu 2016. Bývalý hokejista Guy Carbonneau je jeho tchánem.